# سردنگوو
سردنگوو (به صربی: Srednjevo) یک منطقهٔ مسکونی در صربستان است که در ولیکو گردیشت واقع شده‌است. سردنگوو ۵۳۰ نفر جمعیت دارد.